# Ýdalir

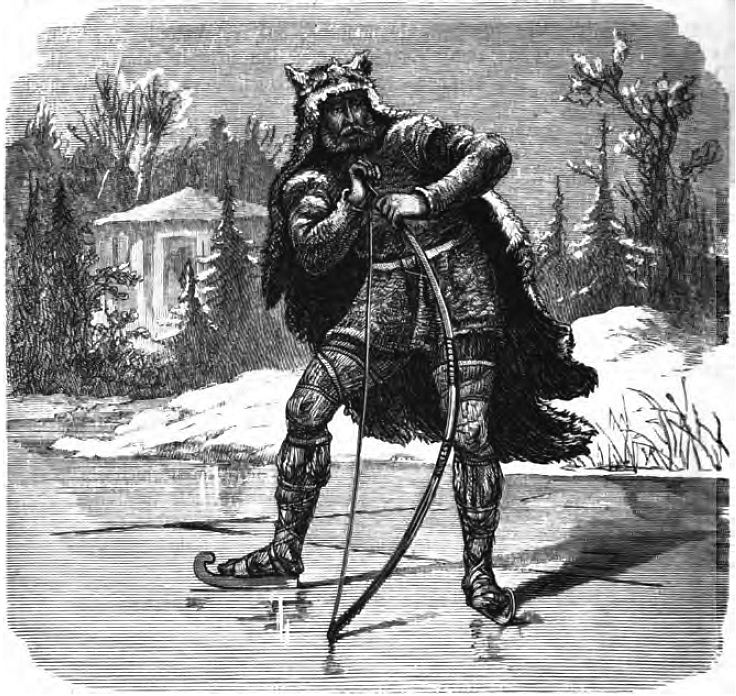
Apoiado em um arco, o deus Ullr fica no topo de um lago congelado cercado por árvores verdes e um edifício (1882), por Friedrich Wilhelm Heine.

Na mitologia nórdica, Ýdalir ("vale do teixo") é um local que contém uma habitação de propriedade do deus Uller. Ædalir é atestado somente no Edda em verso, compilado no século XIII a partir de fontes tradicionais anteriores. Teorias acadêmicas foram propostas sobre as implicações da localidade.

## Edda em verso
Ýdalir é atestado apenas na estrofe 5 do poema Grímnismál (coletado no Edda em verso), onde Odin (disfarçado de Grimnir) diz ao jovem Agnar que Uller é dono de uma habitação em Ýdalir. A estrofe diz:

Ýdalir se chama,
onde Uller tem
construído um salão para si;
Álfheim a Frey
deram nos dias de outrora
os deuses pelo presente do dente.

## Teorias
Ao comentar a respeito de Ýdalir, Henry Adams Bellows afirma que "a madeira do teixo era usada para fazer arcos no norte, assim como foi muito tempo depois para a Inglaterra". Rudolf Simek diz que "essa conexão do deus com o teixo, árvore de cujos arcos de madeira foram feitos, levou Uller a ser visto como um deus do arco." Andy Orchard comenta que Ýdalir é um "local de habitação apropriadamente nomeado [pelo] deus arqueiro, Uller." Segundo Hilda Ellis Davidson, enquanto Valhalla "é bem conhecida porque desempenha um papel tão grande nas imagens de guerra e morte", o significado de outros lugares da mitologia nórdica, como Ýdalir, e o local de vida após a morte da deusa Freia, Fólkvangr, foram perdidos.
O Vale de Udale, localizado em Cromarty, na Escócia, tem seus primeiros registros datados de 1578 e acredita-se derivar do nórdico antigo y-dalr. Robert Bevan-Jones propõe uma conexão entre a veneração de Uller e Ýdalir entre os nórdicos pagãos da Escócia e sua concessão do nome ydalr ao local.